# لعبة الشيطان
لعبة الشيطان أو الدِّيَبُولة أو الدِّيَبُولُو هو دعامة شعوذة أو سيرك تتكون من محور ومخروطين (على شكل ساعة رملية / بيضة على شكل مؤقت) أو أسطوانة مشتقةٌ من اليويو الصيني . يُدوَّر هذا الكائن باستخدام خيط متصل بعصي يد. يمكن استخدام مجموعة كبيرة ومتنوعة من الحيل في هذه اللعبة مثل الرمي وأنواع مختلفة من التفاعل مع العصي والخيط وأجزاء مختلفة من جسم المستخدم. يمكن تدوير عدة منها متعددة على خيط واحد. 

## الصور

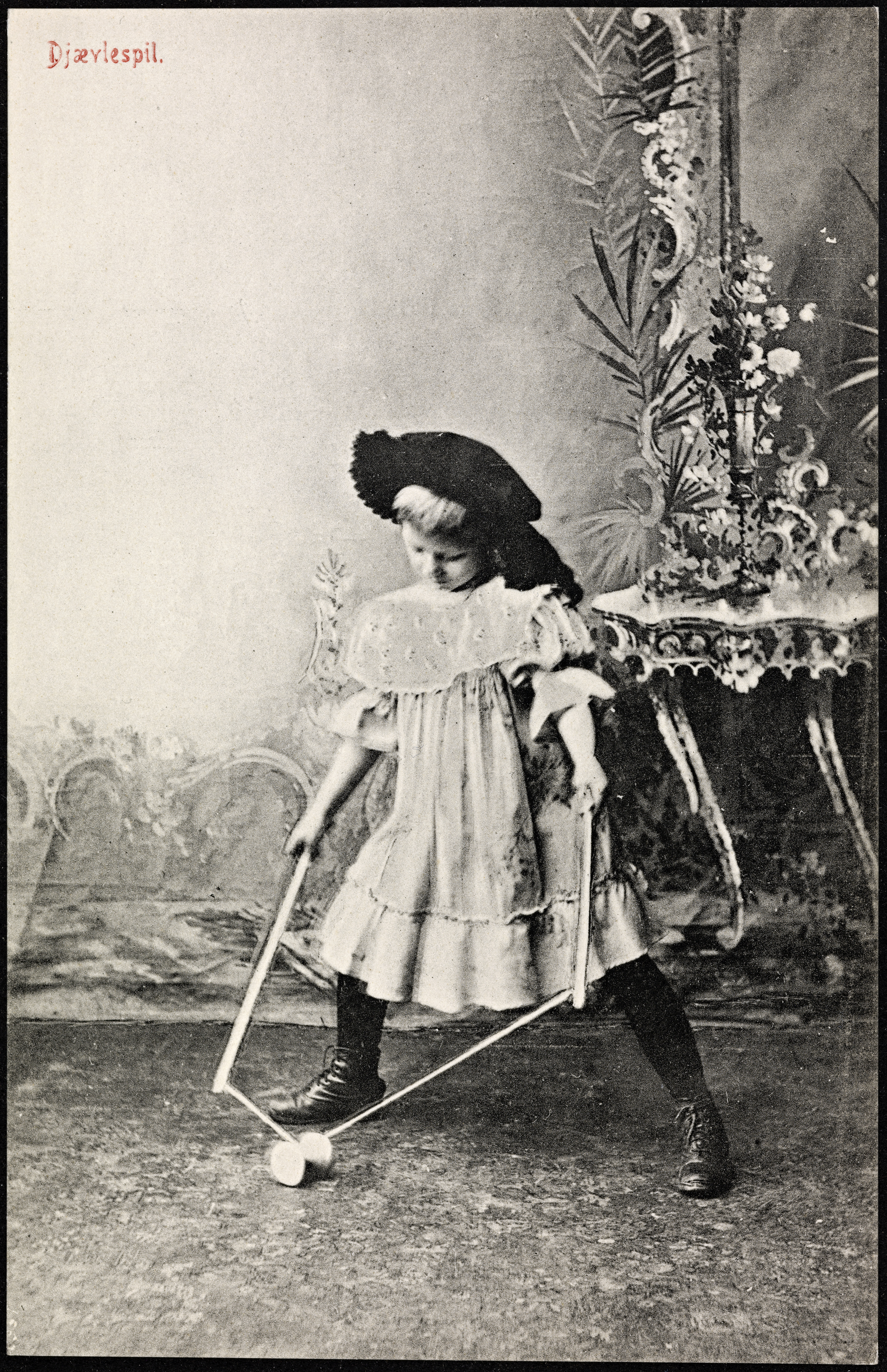
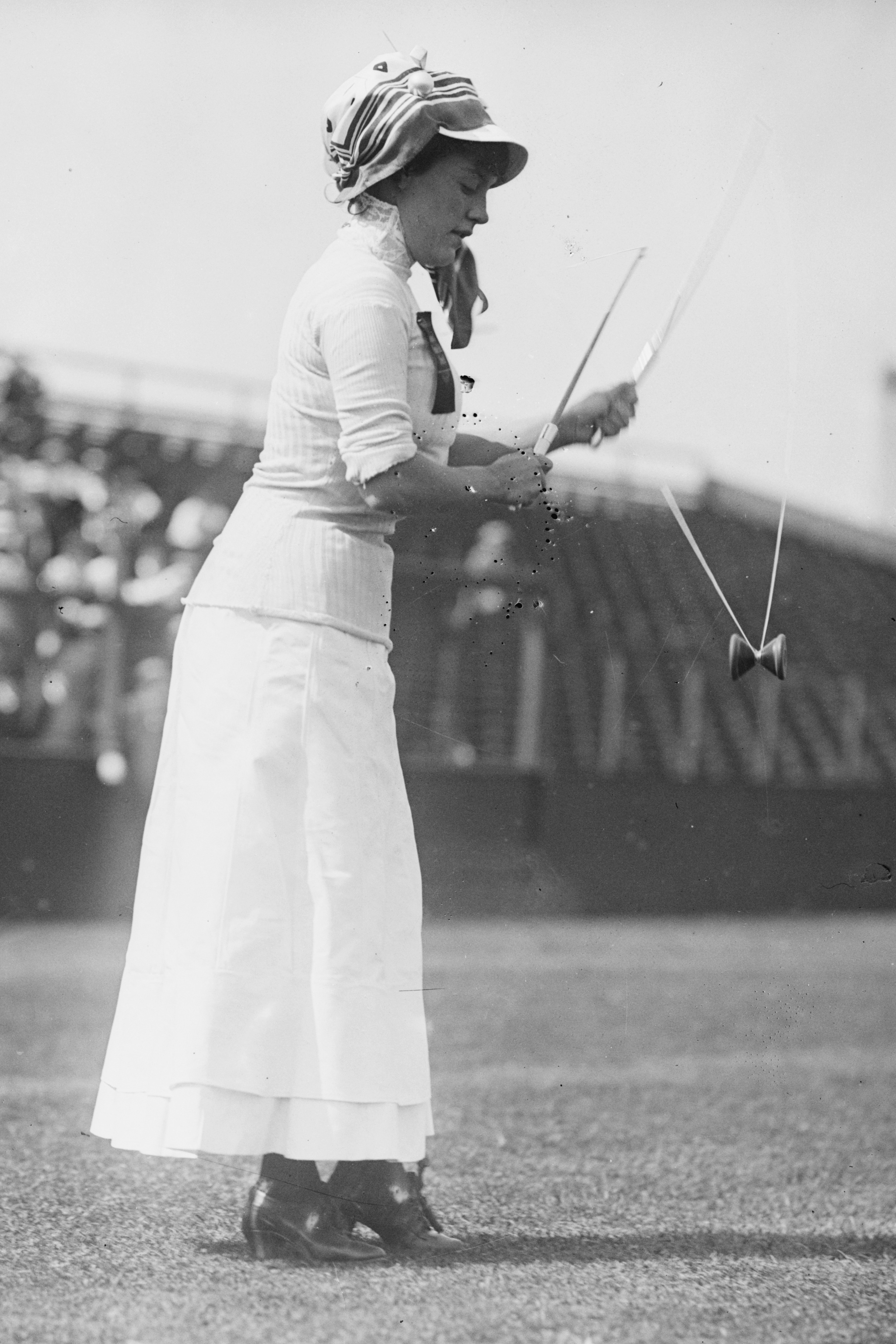
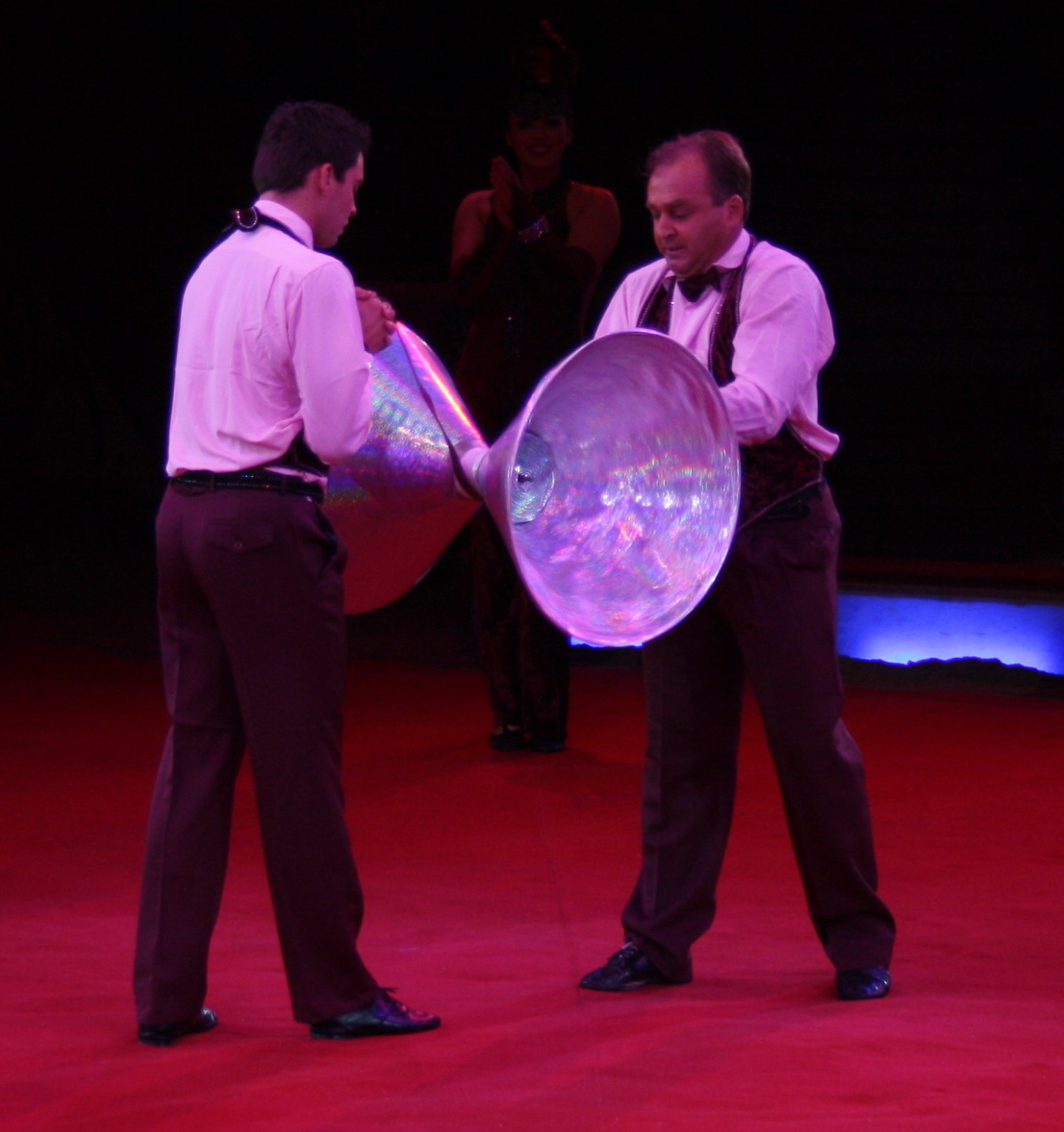
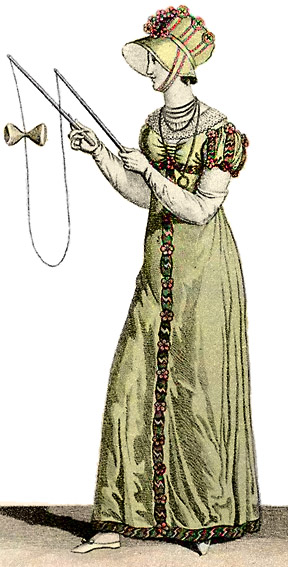
1812 صورة توضيحية لامرأة تحمل لعبة الشيطان